# Port-Sainte-Marie
Port-Sainte-Marie è un comune francese di 1 988 abitanti situato nel dipartimento del Lot e Garonna nella regione della Nuova Aquitania.

## Società

### Evoluzione demografica
Abitanti censiti

## Amministrazione

### Gemellaggi
Castelnuovo Scrivia, dal 1963.
Accomunati dal novelliere Matteo Bandello. Il Bandello è nato a Castelnuovo Scrivia ed ha trascorso gli ultimi anni della sua vita a Port-Sainte-Marie spegnendosi nel castello di Bazens (anch'esso gemellato con Castelnuovo Scrivia). L'atto di gemellaggio è stato firmato il 15 settembre 1963 a Port-Sainte-Marie dai sindaci dei tre comuni.
Nel 1984, dopo che per qualche anno si erano diradati, si sono ripresi i contatti fra i tre paesi. Nel maggio del 2013 una delegazione dei due comuni d'oltralpe, a capo dei loro sindaci, ha soggiornato a Castelnuovo Scrivia in occasione del 50º anniversario del gemellaggio.